# Пиструй, Павел Яковлевич
Павел Яковлевич Пиструй (15.06.1933 — ?) — звеньевой табаководческой бригады колхоза «Патрия» Резинского района Молдавской ССР, Герой Социалистического Труда (08.04.1971).
Родился 15 июня 1933 года в селе Игнацей, ныне Резинский район Молдавии.
С 1949 года работал в созданном в его родном селе колхозе «Патрия».
В 1951—1955 годах служил в Советской Армии. После увольнения в запас вернулся в колхоз и возглавил полеводческую бригаду.
С 1960 года звеньевой табаководческой бригады. Опираясь на достижения науки и перенимая опыт передовых табаководов, в период VIII пятилетки (1966—1970) получил среднюю за год урожайность табачного листа 24,4 центнера с гектара, в 1971—1973 годах — по 25,2 центнера.
Герой Социалистического Труда (08.04.1971).
Член КПСС с 1972 года. Депутат Верховного Совета Молдавской ССР 8-го созыва.